# 8 Eyes
8 Eyes (エイト・アイズ Eito Aizu?)  es un juego de plataformas de acción en 2D desarrollado por Thinking Rabbit para el Nintendo Entertainment System . El juego presenta ocho niveles y puede ser jugado por uno o dos jugadores. También presenta una banda sonora amplia y diversa, compuesta por Kenzou Kumei, a menudo citando del repertorio operístico, que consta de tres piezas para cada uno de los ocho niveles, cada una ambientada en una parte diferente del mundo. 

## Historia
8 Eyes se desarrolla en un futuro postapocalíptico. La humanidad se está recuperando de cientos de años de caos y guerra nuclear, y la civilización está siendo reconstruida por el Gran Rey, que aprovecha el poder de ocho joyas. Las joyas, conocidas como los 8 Ojos, se formaron en el centro de ocho explosiones nucleares que estuvieron cerca de destruir la Tierra. Los 8 Ojos tienen un poder misterioso que, en las manos equivocadas, podría provocar el fin del mundo. Los ocho duques, hambrientos de poder del Gran Rey roban las joyas para sí mismos y destierran al Rey, amenazando con hundir nuevamente a la Tierra en la guerra. 
El jugador controla a Orin the Falconer y su halcón luchador Cutrus. Su misión es infiltrarse en los ocho castillos de los duques y recuperar los 8 Ojos. Con la ayuda de Cutrus, debes luchar contra los soldados de los duques, los mutantes nucleares y el duque de cada castillo para recuperar las joyas. Una vez recuperadas las joyas, debes devolverlas al Altar de la Paz para que el Gran Rey pueda regresar y terminar de reconstruir la Tierra. 

## Jugabilidad
El juego consta de ocho niveles, cada uno ubicado en el castillo de uno de los duques. Al completar cada nivel, Orin recibe una nueva espada. El jugador puede elegir jugar cada uno de los primeros siete castillos en cualquier orden, aunque el jefe al final de cada uno es vulnerable a una sola espada. Por lo tanto, es más fácil jugar niveles en un orden particular. Hay pistas sobre el orden correcto oculto en todo el juego. Solo después de que cada uno se haya completado, se puede jugar el nivel de la Casa de Ruth. 
Después de que la Casa de Ruth haya sido completada y los 8 Ojos recuperados, el jugador debe devolver las joyas al Altar de la Paz. En este punto, las joyas deben colocarse en un orden particular, o el juego se pierde. Las pistas sobre el orden de las joyas también se ocultan en todo el juego. 
8 Eyes presenta un modo cooperativo en el que un jugador controla a Orin y el otro jugador controla a Cutrus. En el modo para un jugador, el jugador tiene un control limitado de ambos personajes simultáneamente, lo que hace que el juego sea mucho más difícil. La jugabilidad y el estilo gráfico son notablemente similares a los de Castlevania. 

## Recepción
8 Eyes recibió críticas mediocres tras su lanzamiento. Power Play le dio al juego un 60/100. Electronic Gaming Monthly le dio a 8 Eyes un 23/40.